# Zahnkranz

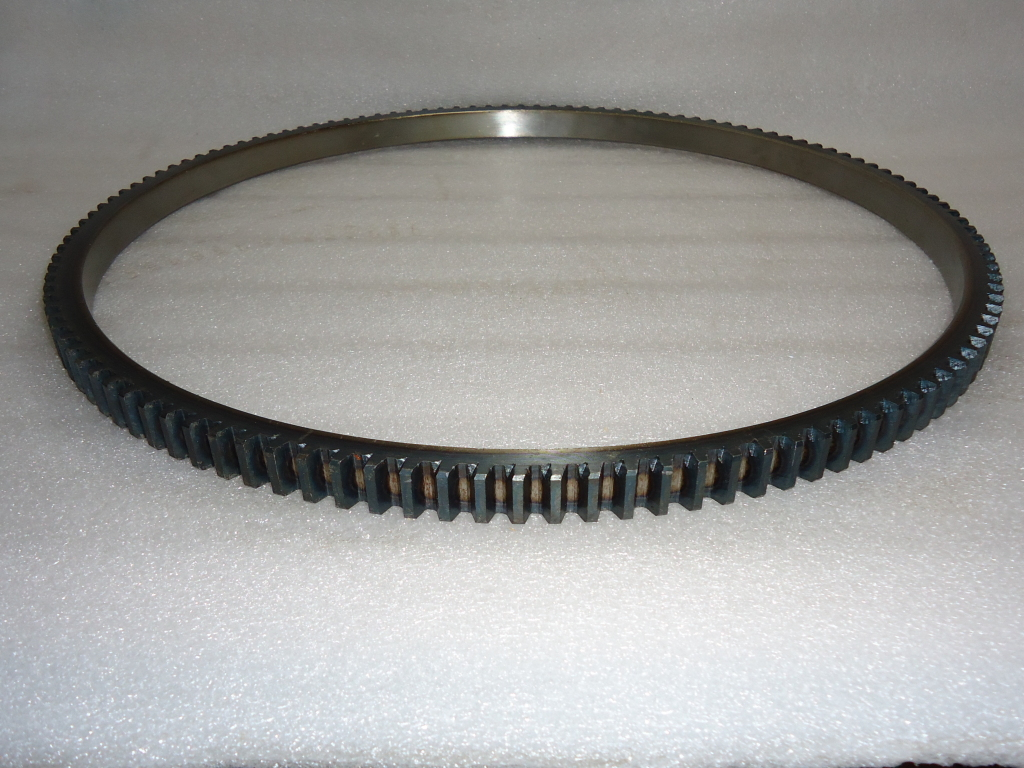
Anlasserzahnkranz eines Verbrennungsmotors

Ein Zahnkranz ist ein innen, außen oder seitlich verzahnter Zahnring, der im Gegensatz zu einem Zahnrad nicht direkt auf einer Achse oder Welle sitzt, sondern auf dem Umfang eines zylindrischen Bauelements montiert wird.

## Ausführung und Verwendung
Große Zahnkränze werden zum Antrieb der Drehbewegung von Kränen, Baggern und Drehbrücken eingesetzt und sind hier oft zusammen mit der Rotationslagerung (Kugellager) zu einem Bauteil kombiniert.
Zahnkränze mit sehr großen Abmessungen (Durchmesser teils über 10 Meter) werden meist nicht von einem Gehäuse umschlossen, sondern laufen offen. Besondere „Putzeinrichtungen“ im Umlauf vor dem Zahneingriff mit dem Ritzel reinigen die Zähne und schmieren sie mit Fett. Eine elastische Aufhängung erlaubt dem Zahnkranz Schmutzpartikeln auszuweichen.
Zahnkränze werden an großen zylindrischen Mühlen und Drehrohröfen in der Zement- und Mineral-Industrie eingesetzt.
Häufig wird die Trommel kleiner Betonmischer durch Zahnkränze angetrieben, die als Zahnring mit seitlicher Verzahnung ausgeführt und mit der Trommel verschraubt oder verpresst sind.
Die Kettenräder am Hinterrad von Fahrrädern werden ebenfalls als Zahnkränze bezeichnet. Kettenschaltungen benötigen mehrere Zahnkränze, die zu einem Zahnkranzpaket (auch Kassette oder Ritzelpaket genannt) zusammengestellt werden.
Zur Erleichterung der Montage werden Zahnkränze häufig geteilt ausgeführt und verschraubt.

## Herstellung
Wenige Firmen weltweit stellen Zahnkränze mit über zehn Metern Durchmesser her. Ausgangsmaterial ist ein gegossener oder gewalzter Stahlring.  Aus Walzmaterial gefertigte Zahnkränze sind preiswerter, jedoch stellt die geschweißte Verbindung der Naht eine Schwachstelle dar. Die Kosten für einen großen Zahnkranz können über 500.000 Euro betragen (Stand 2005).